# أرغيروبولي (اليونان)
أرغيروبولي هي قرية صغيرة في اليونان، تقع في مدينة Rethymno (municipality) ‏، بلغ عدد سكانها 403 نسمة وذلك حسب إحصائيات سنة 2011.